# Cantonul Tulle-Campagne-Nord
Cantonul Tulle-Campagne-Nord este un canton din arondismentul Tulle, departamentul Corrèze, regiunea Limousin, Franța.

## Comune
- Chameyrat
- Favars
- Naves
- Saint-Germain-les-Vergnes
- Saint-Hilaire-Peyroux
- Saint-Mexant

De hoofdplaats van het kanton is Tulle.